# دايفيد هورسلي
دايفيد هورسلي (بالإنجليزية: David Horsley)‏ هو منتج أفلام أمريكي، ولد في 11 مارس 1873 في درم في المملكة المتحدة، وتوفي في 23 فبراير 1933 في Sunland, Inyo County, California ‏ في الولايات المتحدة.

## وصلات خارجية
- دايفيد هورسلي على موقع IMDb (الإنجليزية)
- دايفيد هورسلي على موقع قاعدة بيانات الفيلم (الإنجليزية)
- دايفيد هورسلي على موقع كينوبويسك (الروسية)